# Maja e Jezercës
Maja e Jezercës (em sérvio Jezerski vrh) é a montanha mais alta da cordilheira Prokletije (Alpes Albaneses) e de todos os Alpes Dináricos, erguendo-se a 2 692 metros de altitude. O pico faz administrativamente parte da região de Malësi e Madhe, na Albânia setentrional, apenas 5 km a sul da fronteira Albânia-Montenegro. É formado por rocha calcária.
O monte Maja e Jezercës é conhecido por ser referido em muitas antigas histórias e lendas do povo Malësori.